# فرودگاه بین‌المللی فوآموتو
فرودگاه بین‌المللی فوآموتو (به انگلیسی: Fuaʻamotu International Airport) یک فرودگاه همگانی با کد یاتا TBU است که یک باند فرود آسفالت دارد و طول باند آن ۲۶۸۱ متر است. این فرودگاه در شهر نوکوآلوفا کشور تونگا قرار دارد و در ارتفاع ۳۸ متری از سطح دریا واقع شده‌است.